# UAE Tour 2024
L'UAE Tour 2024 fou la sisena edició de l'UAE Tour. La cursa es disputà entre el 19 i el 25 de febrer, amb un recorregut de 978,1 km, dividits en set etapes. La cursa formà part de l'UCI World Tour 2024.
El vencedor final fou el belga Lennert Van Eetvelt (Lotto Dstny) que s'imposà per tan sols dos segons a l'australià Ben O'Connor (Decathlon-AG2R La Mondiale) gràcies a la victòria en la darrera etapa. El tercer classificat fou el basc Pello Bilbao (Bahrain Victorious).

## Equips participants
Vint equips prendran part a la cursa: setze WorldTeams i quatre UCI ProTeams.
| WorldTeams (17)- Alpecin-Deceuninck - Astana Qazaqstan Team - Bahrain Victorious - Bora-Hansgrohe - Cofidis - Decathlon-AG2R La Mondiale - EF Education-EasyPost - Groupama-FDJ - Ineos Grenadiers - Intermarché-Wanty - Lidl-Trek - Movistar Team - Soudal Quick-Step - Team dsm-firmenich PostNL - Team Jayco AlUla - Team Visma \| Lease a Bike - UAE Team Emirates ProTeams (4)- Israel-Premier Tech - Lotto Dstny - Tudor Pro Cycling Team - Corratec-Vini Fantini |
| |

## Etapes
| Etapa    | Data      | Ciutats d'etapa                          | type                      | Distància (km) | Desnivell (m) | Vencedor de l'etapa | Líder de la general |
| -------- | --------- | ---------------------------------------- | ------------------------- | -------------- | ------------- | ------------------- | ------------------- |
| 1a etapa | 19 de feb | Madinat Zayed – Al-Liwa                  | etapa plana               | 141            | 1.391 m       | Tim Merlier         | Tim Merlier         |
| 2a etapa | 20 de feb | Al Ḩudayriyāt – Al Ḩudayriyāt            | contrarellotge individual | 12,1           | 2 m           | Brandon McNulty     | Brandon McNulty     |
| 3a etapa | 21 de feb | Al Marjan Island – Jabal Bil Ays         | etapa de muntanya         | 176            | 2.029 m       | Ben O'Connor        | Jay Vine            |
| 4a etapa | 22 de feb | Dubai – Port Rashid                      | etapa plana               | 168            | 288 m         | Tim Merlier         | Jay Vine            |
| 5a etapa | 23 de feb | Al Aqqah – Umm al-Qaiwain                | etapa plana               | 182            | 1.043 m       | Olav Kooij          | Jay Vine            |
| 6a etapa | 24 de feb | Louvre Abu Dhabi – Escullera d'Abu Dhabi | etapa plana               | 138            | 110 m         | Tim Merlier         | Jay Vine            |
| 7a etapa | 25 de feb | Al-Ain – Jebel Hafeet                    | etapa de mitja muntanya   | 161            | 1.267 m       | Lennert Van Eetvelt | Lennert Van Eetvelt |

### Etapa 1
| \| Classificació de l'etapa \| Classificació de l'etapa \| Classificació de l'etapa \| Classificació de l'etapa \| Classificació de l'etapa \| \| Corredor \| Corredor \| Equip \| Temps \| \| \| ------------------------ \| -------------------------- \| -------------------------- \| ------------------------ \| ------------------------ \| \| 1r \| Tim Merlier \| Soudal Quick-Step \| 3h 09' 55" \| \| \| 2n \| Arvid de Kleijn \| Tudor Pro Cycling Team \| + 0" \| \| \| 3r \| Jakub Mareczko \| Team Corratec-Vini Fantini \| + 0" \| \| \| 4t \| Fabio Jakobsen \| Team dsm-firmenich PostNL \| + 0" \| \| \| 5è \| Sam Welsford \| Bora-Hansgrohe \| + 0" \| \| \| 6è \| Fernando Gaviria Rendón \| Movistar Team \| + 0" \| \| \| 7è \| Sebastián Molano Benavides \| UAE Team Emirates \| + 0" \| \| \| 8è \| Simone Consonni \| Lidl-Trek \| + 0" \| \| \| 9è \| Phil Bauhaus \| Bahrain Victorious \| + 0" \| \| \| 10è \| Jarne Van De Paar \| Lotto Dstny \| + 0" \| \| |                            |                            |            |
| |                            |                            |            |
| Font: ProCyclingStats |                            |                            |            |
| Classificació de l'etapa |                            |                            |            |
| Corredor | Corredor                   | Equip                      | Temps      |
| 1r | Tim Merlier                | Soudal Quick-Step          | 3h 09' 55" |
| 2n | Arvid de Kleijn            | Tudor Pro Cycling Team     | + 0"       |
| 3r | Jakub Mareczko             | Team Corratec-Vini Fantini | + 0"       |
| 4t | Fabio Jakobsen             | Team dsm-firmenich PostNL  | + 0"       |
| 5è | Sam Welsford               | Bora-Hansgrohe             | + 0"       |
| 6è | Fernando Gaviria Rendón    | Movistar Team              | + 0"       |
| 7è | Sebastián Molano Benavides | UAE Team Emirates          | + 0"       |
| 8è | Simone Consonni            | Lidl-Trek                  | + 0"       |
| 9è | Phil Bauhaus               | Bahrain Victorious         | + 0"       |
| 10è | Jarne Van De Paar          | Lotto Dstny                | + 0"       |

| \| Classificació general \| Classificació general \| Classificació general \| Classificació general \| Classificació general \| \| Corredor \| Corredor \| Equip \| Temps \| \| \| --------------------- \| ----------------------------- \| -------------------------- \| --------------------- \| --------------------- \| \| 1r \| Tim Merlier \| Soudal Quick-Step \| 3h 09' 45" \| \| \| 2n \| Arvid de Kleijn \| Tudor Pro Cycling Team \| + 4" \| \| \| 3r \| Mark Stewart \| Team Corratec-Vini Fantini \| + 4" \| \| \| 4t \| Jakub Mareczko \| Team Corratec-Vini Fantini \| + 6" \| \| \| 5è \| Marco Murgano \| Team Corratec-Vini Fantini \| + 6" \| \| \| 6è \| Peio Bilbao López de Armentia \| Bahrain Victorious \| + 9" \| \| \| 7è \| Loe van Belle \| Team Visma \\| Lease a Bike \| + 9" \| \| \| 8è \| Fabio Jakobsen \| Team dsm-firmenich PostNL \| + 10" \| \| \| 9è \| Sam Welsford \| Bora-Hansgrohe \| + 10" \| \| \| 10è \| Fernando Gaviria Rendón \| Movistar Team \| + 10" \| \| |                               |                            |            |
| |                               |                            |            |
| Font: ProCyclingStats |                               |                            |            |
| Classificació general |                               |                            |            |
| Corredor | Corredor                      | Equip                      | Temps      |
| 1r | Tim Merlier                   | Soudal Quick-Step          | 3h 09' 45" |
| 2n | Arvid de Kleijn               | Tudor Pro Cycling Team     | + 4"       |
| 3r | Mark Stewart                  | Team Corratec-Vini Fantini | + 4"       |
| 4t | Jakub Mareczko                | Team Corratec-Vini Fantini | + 6"       |
| 5è | Marco Murgano                 | Team Corratec-Vini Fantini | + 6"       |
| 6è | Peio Bilbao López de Armentia | Bahrain Victorious         | + 9"       |
| 7è | Loe van Belle                 | Team Visma \| Lease a Bike | + 9"       |
| 8è | Fabio Jakobsen                | Team dsm-firmenich PostNL  | + 10"      |
| 9è | Sam Welsford                  | Bora-Hansgrohe             | + 10"      |
| 10è | Fernando Gaviria Rendón       | Movistar Team              | + 10"      |

### Etapa 2
| \| Classificació de l'etapa \| Classificació de l'etapa \| Classificació de l'etapa \| Classificació de l'etapa \| Classificació de l'etapa \| \| Corredor \| Corredor \| Equip \| Temps \| \| \| ------------------------ \| ----------------------------- \| -------------------------- \| ------------------------ \| ------------------------ \| \| 1r \| Brandon McNulty \| UAE Team Emirates \| 13' 27" \| \| \| 2n \| Jay Vine \| UAE Team Emirates \| + 2" \| \| \| 3r \| Mikkel Bjerg \| UAE Team Emirates \| + 4" \| \| \| 4t \| Tobias Foss \| Ineos Grenadiers \| + 14" \| \| \| 5è \| Rainer Kepplinger \| Bahrain Victorious \| + 16" \| \| \| 6è \| Ilan Van Wilder \| Soudal Quick-Step \| + 17" \| \| \| 7è \| Johan Price-Pejtersen \| Bahrain Victorious \| + 19" \| \| \| 8è \| Peio Bilbao López de Armentia \| Bahrain Victorious \| + 19" \| \| \| 9è \| Bruno Armirail \| Decathlon-AG2R La Mondiale \| + 20" \| \| \| 10è \| Iván Romeo Abad \| Movistar Team \| + 21" \| \| |                               |                            |         |
| |                               |                            |         |
| Font: ProCyclingStats |                               |                            |         |
| Classificació de l'etapa |                               |                            |         |
| Corredor | Corredor                      | Equip                      | Temps   |
| 1r | Brandon McNulty               | UAE Team Emirates          | 13' 27" |
| 2n | Jay Vine                      | UAE Team Emirates          | + 2"    |
| 3r | Mikkel Bjerg                  | UAE Team Emirates          | + 4"    |
| 4t | Tobias Foss                   | Ineos Grenadiers           | + 14"   |
| 5è | Rainer Kepplinger             | Bahrain Victorious         | + 16"   |
| 6è | Ilan Van Wilder               | Soudal Quick-Step          | + 17"   |
| 7è | Johan Price-Pejtersen         | Bahrain Victorious         | + 19"   |
| 8è | Peio Bilbao López de Armentia | Bahrain Victorious         | + 19"   |
| 9è | Bruno Armirail                | Decathlon-AG2R La Mondiale | + 20"   |
| 10è | Iván Romeo Abad               | Movistar Team              | + 21"   |

| \| Classificació general \| Classificació general \| Classificació general \| Classificació general \| Classificació general \| \| Corredor \| Corredor \| Equip \| Temps \| \| \| --------------------- \| ----------------------------- \| -------------------------- \| --------------------- \| --------------------- \| \| 1r \| Brandon McNulty \| UAE Team Emirates \| 3h 23' 22" \| \| \| 2n \| Jay Vine \| UAE Team Emirates \| + 2" \| \| \| 3r \| Mikkel Bjerg \| UAE Team Emirates \| + 4" \| \| \| 4t \| Tobias Foss \| Ineos Grenadiers \| + 14" \| \| \| 5è \| Rainer Kepplinger \| Bahrain Victorious \| + 16" \| \| \| 6è \| Ilan Van Wilder \| Soudal Quick-Step \| + 17" \| \| \| 7è \| Peio Bilbao López de Armentia \| Bahrain Victorious \| + 18" \| \| \| 8è \| Johan Price-Pejtersen \| Bahrain Victorious \| + 19" \| \| \| 9è \| Bruno Armirail \| Decathlon-AG2R La Mondiale \| + 20" \| \| \| 10è \| Iván Romeo Abad \| Movistar Team \| + 21" \| \| |                               |                            |            |
| |                               |                            |            |
| Font: ProCyclingStats |                               |                            |            |
| Classificació general |                               |                            |            |
| Corredor | Corredor                      | Equip                      | Temps      |
| 1r | Brandon McNulty               | UAE Team Emirates          | 3h 23' 22" |
| 2n | Jay Vine                      | UAE Team Emirates          | + 2"       |
| 3r | Mikkel Bjerg                  | UAE Team Emirates          | + 4"       |
| 4t | Tobias Foss                   | Ineos Grenadiers           | + 14"      |
| 5è | Rainer Kepplinger             | Bahrain Victorious         | + 16"      |
| 6è | Ilan Van Wilder               | Soudal Quick-Step          | + 17"      |
| 7è | Peio Bilbao López de Armentia | Bahrain Victorious         | + 18"      |
| 8è | Johan Price-Pejtersen         | Bahrain Victorious         | + 19"      |
| 9è | Bruno Armirail                | Decathlon-AG2R La Mondiale | + 20"      |
| 10è | Iván Romeo Abad               | Movistar Team              | + 21"      |

### Etapa 3
| \| Classificació de l'etapa \| Classificació de l'etapa \| Classificació de l'etapa \| Classificació de l'etapa \| Classificació de l'etapa \| \| Corredor \| Corredor \| Equip \| Temps \| \| \| ------------------------ \| ----------------------------- \| -------------------------- \| ------------------------ \| ------------------------ \| \| 1r \| Ben O'Connor \| Decathlon-AG2R La Mondiale \| 4h 17' 55" \| \| \| 2n \| Jay Vine \| UAE Team Emirates \| + 5" \| \| \| 3r \| Lennert Van Eetvelt \| Lotto Dstny \| + 5" \| \| \| 4t \| Max Poole \| Team dsm-firmenich PostNL \| + 5" \| \| \| 5è \| Ilan Van Wilder \| Soudal Quick-Step \| + 5" \| \| \| 6è \| Attila Valter \| Team Visma \\| Lease a Bike \| + 5" \| \| \| 7è \| Matthew Riccitello \| Israel-Premier Tech \| + 5" \| \| \| 8è \| Peio Bilbao López de Armentia \| Bahrain Victorious \| + 5" \| \| \| 9è \| Einer Rubio \| Movistar Team \| + 5" \| \| \| 10è \| Simon Carr \| EF Education-EasyPost \| + 5" \| \| |                               |                            |            |
| |                               |                            |            |
| Font: ProCyclingStats |                               |                            |            |
| Classificació de l'etapa |                               |                            |            |
| Corredor | Corredor                      | Equip                      | Temps      |
| 1r | Ben O'Connor                  | Decathlon-AG2R La Mondiale | 4h 17' 55" |
| 2n | Jay Vine                      | UAE Team Emirates          | + 5"       |
| 3r | Lennert Van Eetvelt           | Lotto Dstny                | + 5"       |
| 4t | Max Poole                     | Team dsm-firmenich PostNL  | + 5"       |
| 5è | Ilan Van Wilder               | Soudal Quick-Step          | + 5"       |
| 6è | Attila Valter                 | Team Visma \| Lease a Bike | + 5"       |
| 7è | Matthew Riccitello            | Israel-Premier Tech        | + 5"       |
| 8è | Peio Bilbao López de Armentia | Bahrain Victorious         | + 5"       |
| 9è | Einer Rubio                   | Movistar Team              | + 5"       |
| 10è | Simon Carr                    | EF Education-EasyPost      | + 5"       |

| \| Classificació general \| Classificació general \| Classificació general \| Classificació general \| Classificació general \| \| Corredor \| Corredor \| Equip \| Temps \| \| \| --------------------- \| ----------------------------- \| -------------------------- \| --------------------- \| --------------------- \| \| 1r \| Jay Vine \| UAE Team Emirates \| 7h 39' 44" \| \| \| 2n \| Ben O'Connor \| Decathlon-AG2R La Mondiale \| + 11" \| \| \| 3r \| Brandon McNulty \| UAE Team Emirates \| + 13" \| \| \| 4t \| Ilan Van Wilder \| Soudal Quick-Step \| + 21" \| \| \| 5è \| Peio Bilbao López de Armentia \| Bahrain Victorious \| + 22" \| \| \| 6è \| Max Poole \| Team dsm-firmenich PostNL \| + 31" \| \| \| 7è \| Tobias Foss \| Ineos Grenadiers \| + 33" \| \| \| 8è \| Simon Carr \| EF Education-EasyPost \| + 36" \| \| \| 9è \| Mikkel Bjerg \| UAE Team Emirates \| + 37" \| \| \| 10è \| Attila Valter \| Team Visma \\| Lease a Bike \| + 39" \| \| |                               |                            |            |
| |                               |                            |            |
| Font: ProCyclingStats |                               |                            |            |
| Classificació general |                               |                            |            |
| Corredor | Corredor                      | Equip                      | Temps      |
| 1r | Jay Vine                      | UAE Team Emirates          | 7h 39' 44" |
| 2n | Ben O'Connor                  | Decathlon-AG2R La Mondiale | + 11"      |
| 3r | Brandon McNulty               | UAE Team Emirates          | + 13"      |
| 4t | Ilan Van Wilder               | Soudal Quick-Step          | + 21"      |
| 5è | Peio Bilbao López de Armentia | Bahrain Victorious         | + 22"      |
| 6è | Max Poole                     | Team dsm-firmenich PostNL  | + 31"      |
| 7è | Tobias Foss                   | Ineos Grenadiers           | + 33"      |
| 8è | Simon Carr                    | EF Education-EasyPost      | + 36"      |
| 9è | Mikkel Bjerg                  | UAE Team Emirates          | + 37"      |
| 10è | Attila Valter                 | Team Visma \| Lease a Bike | + 39"      |

### Etapa 4
| \| Classificació de l'etapa \| Classificació de l'etapa \| Classificació de l'etapa \| Classificació de l'etapa \| Classificació de l'etapa \| \| Corredor \| Corredor \| Equip \| Temps \| \| \| ------------------------ \| ------------------------ \| -------------------------- \| ------------------------ \| ------------------------ \| \| 1r \| Tim Merlier \| Soudal Quick-Step \| 4h 01' 47" \| \| \| 2n \| Arvid de Kleijn \| Tudor Pro Cycling Team \| + 0" \| \| \| 3r \| Olav Kooij \| Team Visma \\| Lease a Bike \| + 0" \| \| \| 4t \| Stanisław Aniołkowski \| Cofidis \| + 0" \| \| \| 5è \| Jakub Mareczko \| Team Corratec-Vini Fantini \| + 0" \| \| \| 6è \| Fabio Jakobsen \| Team dsm-firmenich PostNL \| + 0" \| \| \| 7è \| Jarne Van De Paar \| Lotto Dstny \| + 0" \| \| \| 8è \| Phil Bauhaus \| Bahrain Victorious \| + 0" \| \| \| 9è \| Fernando Gaviria Rendón \| Movistar Team \| + 0" \| \| \| 10è \| Oded Kogut \| Israel-Premier Tech \| + 0" \| \| |                         |                            |            |
| |                         |                            |            |
| Font: ProCyclingStats |                         |                            |            |
| Classificació de l'etapa |                         |                            |            |
| Corredor | Corredor                | Equip                      | Temps      |
| 1r | Tim Merlier             | Soudal Quick-Step          | 4h 01' 47" |
| 2n | Arvid de Kleijn         | Tudor Pro Cycling Team     | + 0"       |
| 3r | Olav Kooij              | Team Visma \| Lease a Bike | + 0"       |
| 4t | Stanisław Aniołkowski   | Cofidis                    | + 0"       |
| 5è | Jakub Mareczko          | Team Corratec-Vini Fantini | + 0"       |
| 6è | Fabio Jakobsen          | Team dsm-firmenich PostNL  | + 0"       |
| 7è | Jarne Van De Paar       | Lotto Dstny                | + 0"       |
| 8è | Phil Bauhaus            | Bahrain Victorious         | + 0"       |
| 9è | Fernando Gaviria Rendón | Movistar Team              | + 0"       |
| 10è | Oded Kogut              | Israel-Premier Tech        | + 0"       |

| \| Classificació general \| Classificació general \| Classificació general \| Classificació general \| Classificació general \| \| Corredor \| Corredor \| Equip \| Temps \| \| \| --------------------- \| ----------------------------- \| -------------------------- \| --------------------- \| --------------------- \| \| 1r \| Jay Vine \| UAE Team Emirates \| 11h 41' 31" \| \| \| 2n \| Ben O'Connor \| Decathlon-AG2R La Mondiale \| + 11" \| \| \| 3r \| Brandon McNulty \| UAE Team Emirates \| + 13" \| \| \| 4t \| Ilan Van Wilder \| Soudal Quick-Step \| + 21" \| \| \| 5è \| Peio Bilbao López de Armentia \| Bahrain Victorious \| + 22" \| \| \| 6è \| Max Poole \| Team dsm-firmenich PostNL \| + 31" \| \| \| 7è \| Tobias Foss \| Ineos Grenadiers \| + 33" \| \| \| 8è \| Simon Carr \| EF Education-EasyPost \| + 36" \| \| \| 9è \| Mikkel Bjerg \| UAE Team Emirates \| + 37" \| \| \| 10è \| Attila Valter \| Team Visma \\| Lease a Bike \| + 39" \| \| |                               |                            |             |
| |                               |                            |             |
| Font: ProCyclingStats |                               |                            |             |
| Classificació general |                               |                            |             |
| Corredor | Corredor                      | Equip                      | Temps       |
| 1r | Jay Vine                      | UAE Team Emirates          | 11h 41' 31" |
| 2n | Ben O'Connor                  | Decathlon-AG2R La Mondiale | + 11"       |
| 3r | Brandon McNulty               | UAE Team Emirates          | + 13"       |
| 4t | Ilan Van Wilder               | Soudal Quick-Step          | + 21"       |
| 5è | Peio Bilbao López de Armentia | Bahrain Victorious         | + 22"       |
| 6è | Max Poole                     | Team dsm-firmenich PostNL  | + 31"       |
| 7è | Tobias Foss                   | Ineos Grenadiers           | + 33"       |
| 8è | Simon Carr                    | EF Education-EasyPost      | + 36"       |
| 9è | Mikkel Bjerg                  | UAE Team Emirates          | + 37"       |
| 10è | Attila Valter                 | Team Visma \| Lease a Bike | + 39"       |

### Etapa 5
| \| Classificació de l'etapa \| Classificació de l'etapa \| Classificació de l'etapa \| Classificació de l'etapa \| Classificació de l'etapa \| \| Corredor \| Corredor \| Equip \| Temps \| \| \| ------------------------ \| ------------------------ \| -------------------------- \| ------------------------ \| ------------------------ \| \| 1r \| Olav Kooij \| Team Visma \\| Lease a Bike \| 4h 08' 38" \| \| \| 2n \| Tim Merlier \| Soudal Quick-Step \| + 0" \| \| \| 3r \| Sam Welsford \| Bora-Hansgrohe \| + 0" \| \| \| 4t \| Simone Consonni \| Lidl-Trek \| + 0" \| \| \| 5è \| Milan Fretin \| Cofidis \| + 0" \| \| \| 6è \| Phil Bauhaus \| Bahrain Victorious \| + 0" \| \| \| 7è \| Dylan Groenewegen \| Team Jayco AlUla \| + 0" \| \| \| 8è \| Tim Van Dijke \| Team Visma \\| Lease a Bike \| + 0" \| \| \| 9è \| Kaden Groves \| Alpecin-Deceuninck \| + 0" \| \| \| 10è \| Fabio Jakobsen \| Team dsm-firmenich PostNL \| + 0" \| \| |                   |                            |            |
| |                   |                            |            |
| Font: ProCyclingStats |                   |                            |            |
| Classificació de l'etapa |                   |                            |            |
| Corredor | Corredor          | Equip                      | Temps      |
| 1r | Olav Kooij        | Team Visma \| Lease a Bike | 4h 08' 38" |
| 2n | Tim Merlier       | Soudal Quick-Step          | + 0"       |
| 3r | Sam Welsford      | Bora-Hansgrohe             | + 0"       |
| 4t | Simone Consonni   | Lidl-Trek                  | + 0"       |
| 5è | Milan Fretin      | Cofidis                    | + 0"       |
| 6è | Phil Bauhaus      | Bahrain Victorious         | + 0"       |
| 7è | Dylan Groenewegen | Team Jayco AlUla           | + 0"       |
| 8è | Tim Van Dijke     | Team Visma \| Lease a Bike | + 0"       |
| 9è | Kaden Groves      | Alpecin-Deceuninck         | + 0"       |
| 10è | Fabio Jakobsen    | Team dsm-firmenich PostNL  | + 0"       |

| \| Classificació general \| Classificació general \| Classificació general \| Classificació general \| Classificació general \| \| Corredor \| Corredor \| Equip \| Temps \| \| \| --------------------- \| ----------------------------- \| -------------------------- \| --------------------- \| --------------------- \| \| 1r \| Jay Vine \| UAE Team Emirates \| 15h 50' 09" \| \| \| 2n \| Ben O'Connor \| Decathlon-AG2R La Mondiale \| + 11" \| \| \| 3r \| Brandon McNulty \| UAE Team Emirates \| + 13" \| \| \| 4t \| Ilan Van Wilder \| Soudal Quick-Step \| + 21" \| \| \| 5è \| Peio Bilbao López de Armentia \| Bahrain Victorious \| + 22" \| \| \| 6è \| Max Poole \| Team dsm-firmenich PostNL \| + 31" \| \| \| 7è \| Tobias Foss \| Ineos Grenadiers \| + 33" \| \| \| 8è \| Simon Carr \| EF Education-EasyPost \| + 36" \| \| \| 9è \| Lennert Van Eetvelt \| Lotto Dstny \| + 37" \| \| \| 10è \| Mikkel Bjerg \| UAE Team Emirates \| + 37" \| \| |                               |                            |             |
| |                               |                            |             |
| Font: ProCyclingStats |                               |                            |             |
| Classificació general |                               |                            |             |
| Corredor | Corredor                      | Equip                      | Temps       |
| 1r | Jay Vine                      | UAE Team Emirates          | 15h 50' 09" |
| 2n | Ben O'Connor                  | Decathlon-AG2R La Mondiale | + 11"       |
| 3r | Brandon McNulty               | UAE Team Emirates          | + 13"       |
| 4t | Ilan Van Wilder               | Soudal Quick-Step          | + 21"       |
| 5è | Peio Bilbao López de Armentia | Bahrain Victorious         | + 22"       |
| 6è | Max Poole                     | Team dsm-firmenich PostNL  | + 31"       |
| 7è | Tobias Foss                   | Ineos Grenadiers           | + 33"       |
| 8è | Simon Carr                    | EF Education-EasyPost      | + 36"       |
| 9è | Lennert Van Eetvelt           | Lotto Dstny                | + 37"       |
| 10è | Mikkel Bjerg                  | UAE Team Emirates          | + 37"       |

### Etapa 6
| \| Classificació de l'etapa \| Classificació de l'etapa \| Classificació de l'etapa \| Classificació de l'etapa \| Classificació de l'etapa \| \| Corredor \| Corredor \| Equip \| Temps \| \| \| ------------------------ \| -------------------------- \| ------------------------ \| ------------------------ \| ------------------------ \| \| 1r \| Tim Merlier \| Soudal Quick-Step \| 3h 02' 14" \| \| \| 2n \| Arvid de Kleijn \| Tudor Pro Cycling Team \| + 0" \| \| \| 3r \| Phil Bauhaus \| Bahrain Victorious \| + 0" \| \| \| 4t \| Milan Fretin \| Cofidis \| + 0" \| \| \| 5è \| Gleb Syrica \| Astana Qazaqstan Team \| + 0" \| \| \| 6è \| Dylan Groenewegen \| Team Jayco AlUla \| + 0" \| \| \| 7è \| Jarne Van De Paar \| Lotto Dstny \| + 0" \| \| \| 8è \| Fernando Gaviria Rendón \| Movistar Team \| + 0" \| \| \| 9è \| Sebastián Molano Benavides \| UAE Team Emirates \| + 0" \| \| \| 10è \| Simone Consonni \| Lidl-Trek \| + 0" \| \| |                            |                        |            |
| |                            |                        |            |
| Font: ProCyclingStats |                            |                        |            |
| Classificació de l'etapa |                            |                        |            |
| Corredor | Corredor                   | Equip                  | Temps      |
| 1r | Tim Merlier                | Soudal Quick-Step      | 3h 02' 14" |
| 2n | Arvid de Kleijn            | Tudor Pro Cycling Team | + 0"       |
| 3r | Phil Bauhaus               | Bahrain Victorious     | + 0"       |
| 4t | Milan Fretin               | Cofidis                | + 0"       |
| 5è | Gleb Syrica                | Astana Qazaqstan Team  | + 0"       |
| 6è | Dylan Groenewegen          | Team Jayco AlUla       | + 0"       |
| 7è | Jarne Van De Paar          | Lotto Dstny            | + 0"       |
| 8è | Fernando Gaviria Rendón    | Movistar Team          | + 0"       |
| 9è | Sebastián Molano Benavides | UAE Team Emirates      | + 0"       |
| 10è | Simone Consonni            | Lidl-Trek              | + 0"       |

| \| Classificació general \| Classificació general \| Classificació general \| Classificació general \| Classificació general \| \| Corredor \| Corredor \| Equip \| Temps \| \| \| --------------------- \| ----------------------------- \| -------------------------- \| --------------------- \| --------------------- \| \| 1r \| Jay Vine \| UAE Team Emirates \| 18h 52' 23" \| \| \| 2n \| Ben O'Connor \| Decathlon-AG2R La Mondiale \| + 11" \| \| \| 3r \| Brandon McNulty \| UAE Team Emirates \| + 13" \| \| \| 4t \| Ilan Van Wilder \| Soudal Quick-Step \| + 21" \| \| \| 5è \| Peio Bilbao López de Armentia \| Bahrain Victorious \| + 22" \| \| \| 6è \| Max Poole \| Team dsm-firmenich PostNL \| + 31" \| \| \| 7è \| Tobias Foss \| Ineos Grenadiers \| + 33" \| \| \| 8è \| Simon Carr \| EF Education-EasyPost \| + 36" \| \| \| 9è \| Lennert Van Eetvelt \| Lotto Dstny \| + 37" \| \| \| 10è \| Mikkel Bjerg \| UAE Team Emirates \| + 37" \| \| |                               |                            |             |
| |                               |                            |             |
| Font: ProCyclingStats |                               |                            |             |
| Classificació general |                               |                            |             |
| Corredor | Corredor                      | Equip                      | Temps       |
| 1r | Jay Vine                      | UAE Team Emirates          | 18h 52' 23" |
| 2n | Ben O'Connor                  | Decathlon-AG2R La Mondiale | + 11"       |
| 3r | Brandon McNulty               | UAE Team Emirates          | + 13"       |
| 4t | Ilan Van Wilder               | Soudal Quick-Step          | + 21"       |
| 5è | Peio Bilbao López de Armentia | Bahrain Victorious         | + 22"       |
| 6è | Max Poole                     | Team dsm-firmenich PostNL  | + 31"       |
| 7è | Tobias Foss                   | Ineos Grenadiers           | + 33"       |
| 8è | Simon Carr                    | EF Education-EasyPost      | + 36"       |
| 9è | Lennert Van Eetvelt           | Lotto Dstny                | + 37"       |
| 10è | Mikkel Bjerg                  | UAE Team Emirates          | + 37"       |

### Etapa 7
| \| Classificació de l'etapa \| Classificació de l'etapa \| Classificació de l'etapa \| Classificació de l'etapa \| Classificació de l'etapa \| \| Corredor \| Corredor \| Equip \| Temps \| \| \| ------------------------ \| ----------------------------- \| -------------------------- \| ------------------------ \| ------------------------ \| \| 1r \| Lennert Van Eetvelt \| Lotto Dstny \| 3h 38' 28" \| \| \| 2n \| Peio Bilbao López de Armentia \| Bahrain Victorious \| + 22" \| \| \| 3r \| Ben O'Connor \| Decathlon-AG2R La Mondiale \| + 22" \| \| \| 4t \| Michael Storer \| Tudor Pro Cycling Team \| + 22" \| \| \| 5è \| Attila Valter \| Team Visma \\| Lease a Bike \| + 22" \| \| \| 6è \| Carlos Verona Quintanilla \| Lidl-Trek \| + 22" \| \| \| 7è \| Ilan Van Wilder \| Soudal Quick-Step \| + 27" \| \| \| 8è \| Brandon Rivera \| Ineos Grenadiers \| + 38" \| \| \| 9è \| Einer Rubio \| Movistar Team \| + 38" \| \| \| 10è \| Bart Lemmen \| Team Visma \\| Lease a Bike \| + 47" \| \| |                               |                            |            |
| |                               |                            |            |
| Font: ProCyclingStats |                               |                            |            |
| Classificació de l'etapa |                               |                            |            |
| Corredor | Corredor                      | Equip                      | Temps      |
| 1r | Lennert Van Eetvelt           | Lotto Dstny                | 3h 38' 28" |
| 2n | Peio Bilbao López de Armentia | Bahrain Victorious         | + 22"      |
| 3r | Ben O'Connor                  | Decathlon-AG2R La Mondiale | + 22"      |
| 4t | Michael Storer                | Tudor Pro Cycling Team     | + 22"      |
| 5è | Attila Valter                 | Team Visma \| Lease a Bike | + 22"      |
| 6è | Carlos Verona Quintanilla     | Lidl-Trek                  | + 22"      |
| 7è | Ilan Van Wilder               | Soudal Quick-Step          | + 27"      |
| 8è | Brandon Rivera                | Ineos Grenadiers           | + 38"      |
| 9è | Einer Rubio                   | Movistar Team              | + 38"      |
| 10è | Bart Lemmen                   | Team Visma \| Lease a Bike | + 47"      |

## Classificacions finals

### Classificació general
| \| Classificació general \| Classificació general \| Classificació general \| Classificació general \| Classificació general \| \| Corredor \| Corredor \| Equip \| Temps \| \| \| --------------------- \| ----------------------------- \| -------------------------- \| --------------------- \| --------------------- \| \| 1r \| Lennert Van Eetvelt \| Lotto Dstny \| 22h 31' 18" \| \| \| 2n \| Ben O'Connor \| Decathlon-AG2R La Mondiale \| + 2" \| \| \| 3r \| Peio Bilbao López de Armentia \| Bahrain Victorious \| + 11" \| \| \| 4t \| Ilan Van Wilder \| Soudal Quick-Step \| + 21" \| \| \| 5è \| Attila Valter \| Team Visma \\| Lease a Bike \| + 34" \| \| \| 6è \| Michael Storer \| Tudor Pro Cycling Team \| + 36" \| \| \| 7è \| Max Poole \| Team dsm-firmenich PostNL \| + 55" \| \| \| 8è \| Brandon Rivera \| Ineos Grenadiers \| + 1' 00" \| \| \| 9è \| Carlos Verona Quintanilla \| Lidl-Trek \| + 1' 09" \| \| \| 10è \| Bart Lemmen \| Team Visma \\| Lease a Bike \| + 1' 13" \| \| |                               |                            |             |
| |                               |                            |             |
| Font: ProCyclingStats |                               |                            |             |
| Classificació general |                               |                            |             |
| Corredor | Corredor                      | Equip                      | Temps       |
| 1r | Lennert Van Eetvelt           | Lotto Dstny                | 22h 31' 18" |
| 2n | Ben O'Connor                  | Decathlon-AG2R La Mondiale | + 2"        |
| 3r | Peio Bilbao López de Armentia | Bahrain Victorious         | + 11"       |
| 4t | Ilan Van Wilder               | Soudal Quick-Step          | + 21"       |
| 5è | Attila Valter                 | Team Visma \| Lease a Bike | + 34"       |
| 6è | Michael Storer                | Tudor Pro Cycling Team     | + 36"       |
| 7è | Max Poole                     | Team dsm-firmenich PostNL  | + 55"       |
| 8è | Brandon Rivera                | Ineos Grenadiers           | + 1' 00"    |
| 9è | Carlos Verona Quintanilla     | Lidl-Trek                  | + 1' 09"    |
| 10è | Bart Lemmen                   | Team Visma \| Lease a Bike | + 1' 13"    |

| Classificació per punts | Classificació per punts       | Classificació per punts    | Classificació per punts | Classificació per punts |
| Corredor                | Corredor                      | Equip                      | Punts                   |                         |
| ----------------------- | ----------------------------- | -------------------------- | ----------------------- | ----------------------- |
| 1r                      | Tim Merlier                   | Soudal Quick-Step          | 76 pts                  |                         |
| 2n                      | Mark Stewart                  | Team Corratec-Vini Fantini | 56 pts                  |                         |
| 3r                      | Lennert Van Eetvelt           | Lotto Dstny                | 48 pts                  |                         |
| 4t                      | Arvid de Kleijn               | Tudor Pro Cycling Team     | 48 pts                  |                         |
| 5è                      | Ben O'Connor                  | Decathlon-AG2R La Mondiale | 32 pts                  |                         |
| 6è                      | Olav Kooij                    | Team Visma \| Lease a Bike | 32 pts                  |                         |
| 7è                      | Jay Vine                      | UAE Team Emirates          | 32 pts                  |                         |
| 8è                      | Peio Bilbao López de Armentia | Bahrain Victorious         | 25 pts                  |                         |
| 9è                      | Phil Bauhaus                  | Bahrain Victorious         | 22 pts                  |                         |
| 10è                     | Brandon McNulty               | UAE Team Emirates          | 21 pts                  |                         |

| Classificació per punts | Classificació per punts       | Classificació per punts    | Classificació per punts | Classificació per punts |
| Corredor                | Corredor                      | Equip                      | Punts                   |                         |
| ----------------------- | ----------------------------- | -------------------------- | ----------------------- | ----------------------- |
| 1r                      | Tim Merlier                   | Soudal Quick-Step          | 76 pts                  |                         |
| 2n                      | Mark Stewart                  | Team Corratec-Vini Fantini | 56 pts                  |                         |
| 3r                      | Lennert Van Eetvelt           | Lotto Dstny                | 48 pts                  |                         |
| 4t                      | Arvid de Kleijn               | Tudor Pro Cycling Team     | 48 pts                  |                         |
| 5è                      | Ben O'Connor                  | Decathlon-AG2R La Mondiale | 32 pts                  |                         |
| 6è                      | Olav Kooij                    | Team Visma \| Lease a Bike | 32 pts                  |                         |
| 7è                      | Jay Vine                      | UAE Team Emirates          | 32 pts                  |                         |
| 8è                      | Peio Bilbao López de Armentia | Bahrain Victorious         | 25 pts                  |                         |
| 9è                      | Phil Bauhaus                  | Bahrain Victorious         | 22 pts                  |                         |
| 10è                     | Brandon McNulty               | UAE Team Emirates          | 21 pts                  |                         |

| Classificació dels esprints | Classificació dels esprints | Classificació dels esprints | Classificació dels esprints | Classificació dels esprints |
| Corredor                    | Corredor                    | Equip                       | Punts                       |                             |
| --------------------------- | --------------------------- | --------------------------- | --------------------------- | --------------------------- |
| 1r                          | Mark Stewart                | Team Corratec-Vini Fantini  | 56 pts                      |                             |
| 2n                          | Marco Murgano               | Team Corratec-Vini Fantini  | 20 pts                      |                             |
| 3r                          | Jonas Rickaert              | Alpecin-Deceuninck          | 18 pts                      |                             |
| 4t                          | Harm Vanhoucke              | Lotto Dstny                 | 18 pts                      |                             |
| 5è                          | Lennert Van Eetvelt         | Lotto Dstny                 | 16 pts                      |                             |
| 6è                          | Juan Pedro López            | Lidl-Trek                   | 16 pts                      |                             |
| 7è                          | Silvan Dillier              | Alpecin-Deceuninck          | 11 pts                      |                             |
| 8è                          | Jacopo Mosca                | Lidl-Trek                   | 8 pts                       |                             |
| 9è                          | Sebastián Molano Benavides  | UAE Team Emirates           | 8 pts                       |                             |
| 10è                         | Cameron Scott               | Bahrain Victorious          | 6 pts                       |                             |

| Classificació dels esprints | Classificació dels esprints | Classificació dels esprints | Classificació dels esprints | Classificació dels esprints |
| Corredor                    | Corredor                    | Equip                       | Punts                       |                             |
| --------------------------- | --------------------------- | --------------------------- | --------------------------- | --------------------------- |
| 1r                          | Mark Stewart                | Team Corratec-Vini Fantini  | 56 pts                      |                             |
| 2n                          | Marco Murgano               | Team Corratec-Vini Fantini  | 20 pts                      |                             |
| 3r                          | Jonas Rickaert              | Alpecin-Deceuninck          | 18 pts                      |                             |
| 4t                          | Harm Vanhoucke              | Lotto Dstny                 | 18 pts                      |                             |
| 5è                          | Lennert Van Eetvelt         | Lotto Dstny                 | 16 pts                      |                             |
| 6è                          | Juan Pedro López            | Lidl-Trek                   | 16 pts                      |                             |
| 7è                          | Silvan Dillier              | Alpecin-Deceuninck          | 11 pts                      |                             |
| 8è                          | Jacopo Mosca                | Lidl-Trek                   | 8 pts                       |                             |
| 9è                          | Sebastián Molano Benavides  | UAE Team Emirates           | 8 pts                       |                             |
| 10è                         | Cameron Scott               | Bahrain Victorious          | 6 pts                       |                             |

| Classificació del millor jove | Classificació del millor jove | Classificació del millor jove | Classificació del millor jove | Classificació del millor jove |
| Corredor                      | Corredor                      | Equip                         | Temps                         |                               |
| ----------------------------- | ----------------------------- | ----------------------------- | ----------------------------- | ----------------------------- |
| 1r                            | Lennert Van Eetvelt           | Lotto Dstny                   | 22h 31' 18"                   |                               |
| 2n                            | Ilan Van Wilder               | Soudal Quick-Step             | + 21"                         |                               |
| 3r                            | Max Poole                     | Team dsm-firmenich PostNL     | + 55"                         |                               |
| 4t                            | Matthew Riccitello            | Israel-Premier Tech           | + 1' 27"                      |                               |
| 5è                            | Harold Martín López           | Astana Qazaqstan Team         | + 1' 48"                      |                               |
| 6è                            | Mauri Vansevenant             | Soudal Quick-Step             | + 2' 12"                      |                               |
| 7è                            | Natnael Tesfatsion            | Lidl-Trek                     | + 3' 34"                      |                               |
| 8è                            | David Peña                    | Team Jayco AlUla              | + 4' 02"                      |                               |
| 9è                            | Iván Romeo Abad               | Movistar Team                 | + 4' 34"                      |                               |
| 10è                           | Kevin Colleoni                | Intermarché-Wanty             | + 10' 23"                     |                               |

| Classificació del millor jove | Classificació del millor jove | Classificació del millor jove | Classificació del millor jove | Classificació del millor jove |
| Corredor                      | Corredor                      | Equip                         | Temps                         |                               |
| ----------------------------- | ----------------------------- | ----------------------------- | ----------------------------- | ----------------------------- |
| 1r                            | Lennert Van Eetvelt           | Lotto Dstny                   | 22h 31' 18"                   |                               |
| 2n                            | Ilan Van Wilder               | Soudal Quick-Step             | + 21"                         |                               |
| 3r                            | Max Poole                     | Team dsm-firmenich PostNL     | + 55"                         |                               |
| 4t                            | Matthew Riccitello            | Israel-Premier Tech           | + 1' 27"                      |                               |
| 5è                            | Harold Martín López           | Astana Qazaqstan Team         | + 1' 48"                      |                               |
| 6è                            | Mauri Vansevenant             | Soudal Quick-Step             | + 2' 12"                      |                               |
| 7è                            | Natnael Tesfatsion            | Lidl-Trek                     | + 3' 34"                      |                               |
| 8è                            | David Peña                    | Team Jayco AlUla              | + 4' 02"                      |                               |
| 9è                            | Iván Romeo Abad               | Movistar Team                 | + 4' 34"                      |                               |
| 10è                           | Kevin Colleoni                | Intermarché-Wanty             | + 10' 23"                     |                               |

| Classificació per equips | Classificació per equips   | Classificació per equips | Classificació per equips |
| Equip                    | Equip                      | Temps                    |                          |
| ------------------------ | -------------------------- | ------------------------ | ------------------------ |
| 1r                       | Lidl-Trek                  | 67h 38' 53"              |                          |
| 2n                       | Soudal Quick-Step          | + 2' 50"                 |                          |
| 3r                       | Bahrain Victorious         | + 5' 26"                 |                          |
| 4t                       | Ineos Grenadiers           | + 6' 53"                 |                          |
| 5è                       | Movistar Team              | + 7' 40"                 |                          |
| 6è                       | Team Visma \| Lease a Bike | + 11' 43"                |                          |
| 7è                       | Decathlon-AG2R La Mondiale | + 14' 22"                |                          |
| 8è                       | Bora-Hansgrohe             | + 14' 51"                |                          |
| 9è                       | Israel-Premier Tech        | + 20' 00"                |                          |
| 10è                      | UAE Team Emirates          | + 20' 30"                |                          |

| Classificació per equips | Classificació per equips   | Classificació per equips | Classificació per equips |
| Equip                    | Equip                      | Temps                    |                          |
| ------------------------ | -------------------------- | ------------------------ | ------------------------ |
| 1r                       | Lidl-Trek                  | 67h 38' 53"              |                          |
| 2n                       | Soudal Quick-Step          | + 2' 50"                 |                          |
| 3r                       | Bahrain Victorious         | + 5' 26"                 |                          |
| 4t                       | Ineos Grenadiers           | + 6' 53"                 |                          |
| 5è                       | Movistar Team              | + 7' 40"                 |                          |
| 6è                       | Team Visma \| Lease a Bike | + 11' 43"                |                          |
| 7è                       | Decathlon-AG2R La Mondiale | + 14' 22"                |                          |
| 8è                       | Bora-Hansgrohe             | + 14' 51"                |                          |
| 9è                       | Israel-Premier Tech        | + 20' 00"                |                          |
| 10è                      | UAE Team Emirates          | + 20' 30"                |                          |

## Evolució de les classificacions
| Etapa                  | Vencedor               | Classificació general | Classificació per punts | Classificació dels esprints | Classificació dels joves | Classificació per equips  |
| ---------------------- | ---------------------- | --------------------- | ----------------------- | --------------------------- | ------------------------ | ------------------------- |
| 1                      | Tim Merlier            | Tim Merlier           | Tim Merlier             | Mark Stewart                | Loe van Belle            | Team dsm-firmenich PostNL |
| 2                      | Brandon McNulty        | Brandon McNulty       | Brandon McNulty         | Mark Stewart                | Ilan Van Wilder          | UAE Team Emirates         |
| 3                      | Ben O'Connor           | Jay Vine              | Mark Stewart            | Mark Stewart                | Ilan Van Wilder          | UAE Team Emirates         |
| 4                      | Tim Merlier            | Jay Vine              | Mark Stewart            | Mark Stewart                | Ilan Van Wilder          | UAE Team Emirates         |
| 5                      | Olav Kooij             | Jay Vine              | Tim Merlier             | Mark Stewart                | Ilan Van Wilder          | UAE Team Emirates         |
| 6                      | Tim Merlier            | Jay Vine              | Tim Merlier             | Mark Stewart                | Ilan Van Wilder          | UAE Team Emirates         |
| 7                      | Lennert Van Eetvelt    | Lennert Van Eetvelt   | Tim Merlier             | Mark Stewart                | Lennert Van Eetvelt      | Lidl-Trek                 |
| Classificacions finals | Classificacions finals | Lennert Van Eetvelt   | Tim Merlier             | Mark Stewart                | Lennert Van Eetvelt      | Lidl-Trek                 |

## Llista de participants
| UAE Team Emirates UAD | UAE Team Emirates UAD            | UAE Team Emirates UAD |
| --------------------- | -------------------------------- | --------------------- |
| Núm                   | Ciclista                         | Pos                   |
| 1                     | Adam Yates (GBR)                 | DNF-3                 |
| 2                     | Ivo Oliveira (POR) (ruta)        | 123è                  |
| 3                     | Mikkel Bjerg (DEN)               | 15è                   |
| 4                     | Vegard Stake Laengen (NOR)       | 90è                   |
| 5                     | Brandon McNulty (USA) (crono)    | 57è                   |
| 6                     | Sebastián Molano Benavides (COL) | 124è                  |
| 7                     | Jay Vine (AUS)                   | 22è                   |

| Alpecin-Deceuninck ADC | Alpecin-Deceuninck ADC      | Alpecin-Deceuninck ADC |
| ---------------------- | --------------------------- | ---------------------- |
| Núm                    | Ciclista                    | Pos                    |
| 11                     | Kaden Groves (AUS)          | 97è                    |
| 12                     | Maurice Ballerstedt (GER)   | 105è                   |
| 13                     | Silvan Dillier (SUI)        | 50è                    |
| 14                     | Jason Osborne (GER)         | DNF-7                  |
| 15                     | Jonas Rickaert (BEL)        | 69è                    |
| 16                     | Henri Uhlig (GER)           | 43è                    |
| 17                     | Fabio Van den Bossche (BEL) | 52è                    |

| Astana Qazaqstan Team AST | Astana Qazaqstan Team AST | Astana Qazaqstan Team AST |
| ------------------------- | ------------------------- | ------------------------- |
| Núm                       | Ciclista                  | Pos                       |
| 21                        | Mark Cavendish (GBR)      | NP-6                      |
| 22                        | Michele Gazzoli (ITA)     | 118è                      |
| 23                        | Dmitri Grúzdev (KAZ)      | 108è                      |
| 24                        | Harold Martín López (ECU) | 14è                       |
| 25                        | Michael Mørkøv (DEN)      | 127è                      |
| 26                        | Gleb Syrica               | 122è                      |
| 27                        | Harold Tejada (COL)       | 24è                       |

| Bahrain Victorious TBV | Bahrain Victorious TBV              | Bahrain Victorious TBV |
| ---------------------- | ----------------------------------- | ---------------------- |
| Núm                    | Ciclista                            | Pos                    |
| 31                     | Peio Bilbao López de Armentia (ESP) | 3r                     |
| 32                     | Nikias Arndt (GER)                  | 38è                    |
| 33                     | Phil Bauhaus (GER)                  | 111è                   |
| 34                     | Rainer Kepplinger (AUT)             | NP-5                   |
| 35                     | Johan Price-Pejtersen (DEN)         | 117è                   |
| 36                     | Cameron Scott (AUS)                 | 99è                    |
| 37                     | Torstein Træen (NOR)                | 29è                    |

| Bora-Hansgrohe BOH | Bora-Hansgrohe BOH            | Bora-Hansgrohe BOH |
| ------------------ | ----------------------------- | ------------------ |
| Núm                | Ciclista                      | Pos                |
| 41                 | Sam Welsford (AUS)            | 82è                |
| 42                 | Emanuel Buchmann (GER) (ruta) | 27è                |
| 43                 | Patrick Gamper (AUT) (crono)  | 63è                |
| 44                 | Filip Maciejuk (POL)          | 47è                |
| 45                 | Ryan Mullen (IRL) (crono)     | 85è                |
| 46                 | Danny van Poppel (NED)        | 84è                |
| 47                 | Ben Zwiehoff (GER)            | 17è                |

| Cofidis COF | Cofidis COF                   | Cofidis COF |
| ----------- | ----------------------------- | ----------- |
| Núm         | Ciclista                      | Pos         |
| 51          | Kenny Elissonde (FRA)         | DNF-7       |
| 52          | Stanisław Aniołkowski (POL)   | 87è         |
| 53          | Rubén Fernández Andújar (ESP) | 30è         |
| 54          | Eddy Finé (FRA)               | 71è         |
| 55          | Milan Fretin (BEL)            | 109è        |
| 56          | Christophe Noppe (BEL)        | 112è        |
| 57          | Hugo Toumire (FRA)            | 39è         |

| Team Corratec-Vini Fantini COR | Team Corratec-Vini Fantini COR | Team Corratec-Vini Fantini COR |
| ------------------------------ | ------------------------------ | ------------------------------ |
| Núm                            | Ciclista                       | Pos                            |
| 61                             | Jakub Mareczko (ITA)           | DNF-7                          |
| 62                             | Alessandro Monaco (ITA)        | 68è                            |
| 63                             | Marco Murgano (ITA)            | 76è                            |
| 64                             | Andri Ponomar (UKR)            | 42è                            |
| 65                             | Mark Stewart (GBR)             | 86è                            |
| 66                             | Attilio Viviani (ITA)          | 80è                            |
| 67                             | Samuele Zambelli (ITA)         | 129è                           |

| Decathlon-AG2R La Mondiale DAT | Decathlon-AG2R La Mondiale DAT | Decathlon-AG2R La Mondiale DAT |
| ------------------------------ | ------------------------------ | ------------------------------ |
| Núm                            | Ciclista                       | Pos                            |
| 71                             | Sam Bennett (IRL)              | 125è                           |
| 72                             | Bruno Armirail (FRA)           | 37è                            |
| 73                             | Ben O'Connor (AUS)             | 2n                             |
| 74                             | Valentin Paret-Peintre (FRA)   | 36è                            |
| 75                             | Gianluca Pollefliet (BEL)      | 98è                            |
| 76                             | Nicolas Prodhomme (FRA)        | 32è                            |
| 77                             | Alan Retailleau (FRA)          | 60è                            |

| EF Education-EasyPost EFE | EF Education-EasyPost EFE          | EF Education-EasyPost EFE |
| ------------------------- | ---------------------------------- | ------------------------- |
| Núm                       | Ciclista                           | Pos                       |
| 81                        | Simon Carr (GBR)                   | 20è                       |
| 82                        | Stefan de Bod (RSA)                | DNF-1                     |
| 83                        | Markel Beloki (ESP)                | 72è                       |
| 84                        | Sean Quinn (USA)                   | 40è                       |
| 85                        | Jack Rootkin-Gray (GBR)            | 106è                      |
| 86                        | Georg Steinhauser (GER)            | NP-2                      |
| 87                        | Jardi Christiaan van der Lee (NED) | 41è                       |

| Ineos Grenadiers IGD | Ineos Grenadiers IGD               | Ineos Grenadiers IGD |
| -------------------- | ---------------------------------- | -------------------- |
| Núm                  | Ciclista                           | Pos                  |
| 91                   | Elia Viviani (ITA)                 | 110è                 |
| 92                   | Andrew August (USA)                | 55è                  |
| 93                   | Tobias Foss (NOR)                  | 11è                  |
| 94                   | Michael Leonard (CAN)              | 100è                 |
| 95                   | Brandon Rivera (COL)               | 8è                   |
| 96                   | Óscar Rodríguez Garaicoechea (ESP) | 31è                  |
| 97                   | Ben Swift (GBR)                    | 56è                  |

| Intermarché-Wanty IWA | Intermarché-Wanty IWA   | Intermarché-Wanty IWA |
| --------------------- | ----------------------- | --------------------- |
| Núm                   | Ciclista                | Pos                   |
| 101                   | Louis Meintjes (RSA)    | 33è                   |
| 102                   | Kevin Colleoni (ITA)    | 35è                   |
| 103                   | Alexy Faure Prost (FRA) | 51è                   |
| 104                   | Arne Marit (BEL)        | 115è                  |
| 105                   | Tom Paquot (BEL)        | 48è                   |
| 106                   | Gijs Van Hoecke (BEL)   | 94è                   |
| 107                   | Boy van Poppel (NED)    | 114è                  |

| Israel-Premier Tech IPT | Israel-Premier Tech IPT   | Israel-Premier Tech IPT |
| ----------------------- | ------------------------- | ----------------------- |
| Núm                     | Ciclista                  | Pos                     |
| 111                     | Pascal Ackermann (GER)    | 120è                    |
| 112                     | George Bennett (NZL)      | 25è                     |
| 113                     | Oded Kogut (ISR) (crono)  | 101è                    |
| 114                     | Matthew Riccitello (USA)  | 12è                     |
| 115                     | Mads Würtz Schmidt (DEN)  | 61è                     |
| 116                     | Michael Schwarzmann (GER) | 113è                    |
| 117                     | Rick Zabel (GER)          | 96è                     |

| Lidl-Trek LTK | Lidl-Trek LTK                   | Lidl-Trek LTK |
| ------------- | ------------------------------- | ------------- |
| Núm           | Ciclista                        | Pos           |
| 121           | Juan Pedro López (ESP)          | 16è           |
| 122           | Dario Cataldo (ITA)             | 70è           |
| 123           | Simone Consonni (ITA)           | 67è           |
| 124           | Patrick Konrad (AUT)            | 19è           |
| 125           | Jacopo Mosca (ITA)              | 34è           |
| 126           | Natnael Tesfatsion (ERI)        | 21è           |
| 127           | Carlos Verona Quintanilla (ESP) | 9è            |

| Lotto Dstny LTD | Lotto Dstny LTD           | Lotto Dstny LTD |
| --------------- | ------------------------- | --------------- |
| Núm             | Ciclista                  | Pos             |
| 131             | Thomas De Gendt (BEL)     | DNF-7           |
| 132             | Johannes Adamietz (GER)   | 44è             |
| 133             | Jacopo Guarnieri (ITA)    | 89è             |
| 134             | Jarne Van De Paar (BEL)   | 91è             |
| 135             | Lennert Van Eetvelt (BEL) | 1r              |
| 136             | Henri Vandenabeele (BEL)  | 79è             |
| 137             | Harm Vanhoucke (BEL)      | 46è             |

| Movistar Team MOV | Movistar Team MOV             | Movistar Team MOV |
| ----------------- | ----------------------------- | ----------------- |
| Núm               | Ciclista                      | Pos               |
| 141               | Einer Rubio (COL)             | 13è               |
| 142               | Rémi Cavagna (FRA) (crono)    | 59è               |
| 143               | Davide Cimolai (ITA)          | 121è              |
| 144               | Fernando Gaviria Rendón (COL) | NP-7              |
| 145               | Lorenzo Milesi (ITA)          | 45è               |
| 146               | Iván Romeo Abad (ESP)         | 26è               |
| 147               | Pelayo Sánchez Mayo (ESP)     | 65è               |

| Soudal Quick-Step SOQ | Soudal Quick-Step SOQ    | Soudal Quick-Step SOQ |
| --------------------- | ------------------------ | --------------------- |
| Núm                   | Ciclista                 | Pos                   |
| 151                   | Tim Merlier (BEL)        | 102è                  |
| 152                   | Ayco Bastiaens (BEL)     | 93è                   |
| 153                   | Jan Hirt (CZE)           | 28è                   |
| 154                   | Bert Van Lerberghe (BEL) | 103è                  |
| 155                   | Ilan Van Wilder (BEL)    | 4t                    |
| 156                   | Mauri Vansevenant (BEL)  | 18è                   |
| 157                   | Jordi Warlop (BEL)       | 104è                  |

| Team dsm-firmenich PostNL DFP | Team dsm-firmenich PostNL DFP | Team dsm-firmenich PostNL DFP |
| ----------------------------- | ----------------------------- | ----------------------------- |
| Núm                           | Ciclista                      | Pos                           |
| 161                           | Fabio Jakobsen (NED)          | 128è                          |
| 162                           | Tobias Lund Andresen (DEN)    | 77è                           |
| 163                           | Alexander Edmondson (AUS)     | 92è                           |
| 164                           | Enzo Leijnse (NED)            | 81è                           |
| 165                           | Max Poole (GBR)               | 7è                            |
| 166                           | Timo Roosen (NED)             | 73è                           |
| 167                           | Julius van den Berg (NED)     | 126è                          |

| Team Jayco AlUla JAY | Team Jayco AlUla JAY    | Team Jayco AlUla JAY |
| -------------------- | ----------------------- | -------------------- |
| Núm                  | Ciclista                | Pos                  |
| 171                  | Dylan Groenewegen (NED) | 107è                 |
| 172                  | Edward Dunbar (IRL)     | NP-2                 |
| 173                  | Jan Maas (NED)          | 49è                  |
| 174                  | Luka Mezgec (SLO)       | 78è                  |
| 175                  | Kelland O'Brien (AUS)   | 64è                  |
| 176                  | David Peña (COL)        | 23è                  |
| 177                  | Elmar Reinders (NED)    | 83è                  |

| Team Visma \| Lease a Bike TVL | Team Visma \| Lease a Bike TVL     | Team Visma \| Lease a Bike TVL |
| ------------------------------ | ---------------------------------- | ------------------------------ |
| Núm                            | Ciclista                           | Pos                            |
| 181                            | Olav Kooij (NED)                   | 74è                            |
| 182                            | Bart Lemmen (NED)                  | 10è                            |
| 183                            | Attila Valter (HUN) (ruta i crono) | 5è                             |
| 184                            | Loe van Belle (NED)                | 53è                            |
| 185                            | Tosh Van der Sande (BEL)           | 66è                            |
| 186                            | Mick van Dijke (NED)               | 54è                            |
| 187                            | Tim Van Dijke (NED)                | 62è                            |

| Tudor Pro Cycling Team TUD | Tudor Pro Cycling Team TUD     | Tudor Pro Cycling Team TUD |
| -------------------------- | ------------------------------ | -------------------------- |
| Núm                        | Ciclista                       | Pos                        |
| 191                        | Arvid de Kleijn (NED)          | 116è                       |
| 192                        | Nils Brun (SUI)                | 58è                        |
| 193                        | Sebastian Kolze Changizi (DEN) | 95è                        |
| 194                        | Rick Pluimers (NED)            | 88è                        |
| 195                        | Michael Storer (AUS)           | 6è                         |
| 196                        | Florian Stork (GER)            | 75è                        |
| 197                        | Maikel Zijlaard (NED)          | 119è                       |

| UAE Team Emirates UAD | UAE Team Emirates UAD            | UAE Team Emirates UAD |
| --------------------- | -------------------------------- | --------------------- |
| Núm                   | Ciclista                         | Pos                   |
| 1                     | Adam Yates (GBR)                 | DNF-3                 |
| 2                     | Ivo Oliveira (POR) (ruta)        | 123è                  |
| 3                     | Mikkel Bjerg (DEN)               | 15è                   |
| 4                     | Vegard Stake Laengen (NOR)       | 90è                   |
| 5                     | Brandon McNulty (USA) (crono)    | 57è                   |
| 6                     | Sebastián Molano Benavides (COL) | 124è                  |
| 7                     | Jay Vine (AUS)                   | 22è                   |

| Alpecin-Deceuninck ADC | Alpecin-Deceuninck ADC      | Alpecin-Deceuninck ADC |
| ---------------------- | --------------------------- | ---------------------- |
| Núm                    | Ciclista                    | Pos                    |
| 11                     | Kaden Groves (AUS)          | 97è                    |
| 12                     | Maurice Ballerstedt (GER)   | 105è                   |
| 13                     | Silvan Dillier (SUI)        | 50è                    |
| 14                     | Jason Osborne (GER)         | DNF-7                  |
| 15                     | Jonas Rickaert (BEL)        | 69è                    |
| 16                     | Henri Uhlig (GER)           | 43è                    |
| 17                     | Fabio Van den Bossche (BEL) | 52è                    |

| Astana Qazaqstan Team AST | Astana Qazaqstan Team AST | Astana Qazaqstan Team AST |
| ------------------------- | ------------------------- | ------------------------- |
| Núm                       | Ciclista                  | Pos                       |
| 21                        | Mark Cavendish (GBR)      | NP-6                      |
| 22                        | Michele Gazzoli (ITA)     | 118è                      |
| 23                        | Dmitri Grúzdev (KAZ)      | 108è                      |
| 24                        | Harold Martín López (ECU) | 14è                       |
| 25                        | Michael Mørkøv (DEN)      | 127è                      |
| 26                        | Gleb Syrica               | 122è                      |
| 27                        | Harold Tejada (COL)       | 24è                       |

| Bahrain Victorious TBV | Bahrain Victorious TBV              | Bahrain Victorious TBV |
| ---------------------- | ----------------------------------- | ---------------------- |
| Núm                    | Ciclista                            | Pos                    |
| 31                     | Peio Bilbao López de Armentia (ESP) | 3r                     |
| 32                     | Nikias Arndt (GER)                  | 38è                    |
| 33                     | Phil Bauhaus (GER)                  | 111è                   |
| 34                     | Rainer Kepplinger (AUT)             | NP-5                   |
| 35                     | Johan Price-Pejtersen (DEN)         | 117è                   |
| 36                     | Cameron Scott (AUS)                 | 99è                    |
| 37                     | Torstein Træen (NOR)                | 29è                    |

| Bora-Hansgrohe BOH | Bora-Hansgrohe BOH            | Bora-Hansgrohe BOH |
| ------------------ | ----------------------------- | ------------------ |
| Núm                | Ciclista                      | Pos                |
| 41                 | Sam Welsford (AUS)            | 82è                |
| 42                 | Emanuel Buchmann (GER) (ruta) | 27è                |
| 43                 | Patrick Gamper (AUT) (crono)  | 63è                |
| 44                 | Filip Maciejuk (POL)          | 47è                |
| 45                 | Ryan Mullen (IRL) (crono)     | 85è                |
| 46                 | Danny van Poppel (NED)        | 84è                |
| 47                 | Ben Zwiehoff (GER)            | 17è                |

| Cofidis COF | Cofidis COF                   | Cofidis COF |
| ----------- | ----------------------------- | ----------- |
| Núm         | Ciclista                      | Pos         |
| 51          | Kenny Elissonde (FRA)         | DNF-7       |
| 52          | Stanisław Aniołkowski (POL)   | 87è         |
| 53          | Rubén Fernández Andújar (ESP) | 30è         |
| 54          | Eddy Finé (FRA)               | 71è         |
| 55          | Milan Fretin (BEL)            | 109è        |
| 56          | Christophe Noppe (BEL)        | 112è        |
| 57          | Hugo Toumire (FRA)            | 39è         |

| Team Corratec-Vini Fantini COR | Team Corratec-Vini Fantini COR | Team Corratec-Vini Fantini COR |
| ------------------------------ | ------------------------------ | ------------------------------ |
| Núm                            | Ciclista                       | Pos                            |
| 61                             | Jakub Mareczko (ITA)           | DNF-7                          |
| 62                             | Alessandro Monaco (ITA)        | 68è                            |
| 63                             | Marco Murgano (ITA)            | 76è                            |
| 64                             | Andri Ponomar (UKR)            | 42è                            |
| 65                             | Mark Stewart (GBR)             | 86è                            |
| 66                             | Attilio Viviani (ITA)          | 80è                            |
| 67                             | Samuele Zambelli (ITA)         | 129è                           |

| Decathlon-AG2R La Mondiale DAT | Decathlon-AG2R La Mondiale DAT | Decathlon-AG2R La Mondiale DAT |
| ------------------------------ | ------------------------------ | ------------------------------ |
| Núm                            | Ciclista                       | Pos                            |
| 71                             | Sam Bennett (IRL)              | 125è                           |
| 72                             | Bruno Armirail (FRA)           | 37è                            |
| 73                             | Ben O'Connor (AUS)             | 2n                             |
| 74                             | Valentin Paret-Peintre (FRA)   | 36è                            |
| 75                             | Gianluca Pollefliet (BEL)      | 98è                            |
| 76                             | Nicolas Prodhomme (FRA)        | 32è                            |
| 77                             | Alan Retailleau (FRA)          | 60è                            |

| EF Education-EasyPost EFE | EF Education-EasyPost EFE          | EF Education-EasyPost EFE |
| ------------------------- | ---------------------------------- | ------------------------- |
| Núm                       | Ciclista                           | Pos                       |
| 81                        | Simon Carr (GBR)                   | 20è                       |
| 82                        | Stefan de Bod (RSA)                | DNF-1                     |
| 83                        | Markel Beloki (ESP)                | 72è                       |
| 84                        | Sean Quinn (USA)                   | 40è                       |
| 85                        | Jack Rootkin-Gray (GBR)            | 106è                      |
| 86                        | Georg Steinhauser (GER)            | NP-2                      |
| 87                        | Jardi Christiaan van der Lee (NED) | 41è                       |

| Ineos Grenadiers IGD | Ineos Grenadiers IGD               | Ineos Grenadiers IGD |
| -------------------- | ---------------------------------- | -------------------- |
| Núm                  | Ciclista                           | Pos                  |
| 91                   | Elia Viviani (ITA)                 | 110è                 |
| 92                   | Andrew August (USA)                | 55è                  |
| 93                   | Tobias Foss (NOR)                  | 11è                  |
| 94                   | Michael Leonard (CAN)              | 100è                 |
| 95                   | Brandon Rivera (COL)               | 8è                   |
| 96                   | Óscar Rodríguez Garaicoechea (ESP) | 31è                  |
| 97                   | Ben Swift (GBR)                    | 56è                  |

| Intermarché-Wanty IWA | Intermarché-Wanty IWA   | Intermarché-Wanty IWA |
| --------------------- | ----------------------- | --------------------- |
| Núm                   | Ciclista                | Pos                   |
| 101                   | Louis Meintjes (RSA)    | 33è                   |
| 102                   | Kevin Colleoni (ITA)    | 35è                   |
| 103                   | Alexy Faure Prost (FRA) | 51è                   |
| 104                   | Arne Marit (BEL)        | 115è                  |
| 105                   | Tom Paquot (BEL)        | 48è                   |
| 106                   | Gijs Van Hoecke (BEL)   | 94è                   |
| 107                   | Boy van Poppel (NED)    | 114è                  |

| Israel-Premier Tech IPT | Israel-Premier Tech IPT   | Israel-Premier Tech IPT |
| ----------------------- | ------------------------- | ----------------------- |
| Núm                     | Ciclista                  | Pos                     |
| 111                     | Pascal Ackermann (GER)    | 120è                    |
| 112                     | George Bennett (NZL)      | 25è                     |
| 113                     | Oded Kogut (ISR) (crono)  | 101è                    |
| 114                     | Matthew Riccitello (USA)  | 12è                     |
| 115                     | Mads Würtz Schmidt (DEN)  | 61è                     |
| 116                     | Michael Schwarzmann (GER) | 113è                    |
| 117                     | Rick Zabel (GER)          | 96è                     |

| Lidl-Trek LTK | Lidl-Trek LTK                   | Lidl-Trek LTK |
| ------------- | ------------------------------- | ------------- |
| Núm           | Ciclista                        | Pos           |
| 121           | Juan Pedro López (ESP)          | 16è           |
| 122           | Dario Cataldo (ITA)             | 70è           |
| 123           | Simone Consonni (ITA)           | 67è           |
| 124           | Patrick Konrad (AUT)            | 19è           |
| 125           | Jacopo Mosca (ITA)              | 34è           |
| 126           | Natnael Tesfatsion (ERI)        | 21è           |
| 127           | Carlos Verona Quintanilla (ESP) | 9è            |

| Lotto Dstny LTD | Lotto Dstny LTD           | Lotto Dstny LTD |
| --------------- | ------------------------- | --------------- |
| Núm             | Ciclista                  | Pos             |
| 131             | Thomas De Gendt (BEL)     | DNF-7           |
| 132             | Johannes Adamietz (GER)   | 44è             |
| 133             | Jacopo Guarnieri (ITA)    | 89è             |
| 134             | Jarne Van De Paar (BEL)   | 91è             |
| 135             | Lennert Van Eetvelt (BEL) | 1r              |
| 136             | Henri Vandenabeele (BEL)  | 79è             |
| 137             | Harm Vanhoucke (BEL)      | 46è             |

| Movistar Team MOV | Movistar Team MOV             | Movistar Team MOV |
| ----------------- | ----------------------------- | ----------------- |
| Núm               | Ciclista                      | Pos               |
| 141               | Einer Rubio (COL)             | 13è               |
| 142               | Rémi Cavagna (FRA) (crono)    | 59è               |
| 143               | Davide Cimolai (ITA)          | 121è              |
| 144               | Fernando Gaviria Rendón (COL) | NP-7              |
| 145               | Lorenzo Milesi (ITA)          | 45è               |
| 146               | Iván Romeo Abad (ESP)         | 26è               |
| 147               | Pelayo Sánchez Mayo (ESP)     | 65è               |

| Soudal Quick-Step SOQ | Soudal Quick-Step SOQ    | Soudal Quick-Step SOQ |
| --------------------- | ------------------------ | --------------------- |
| Núm                   | Ciclista                 | Pos                   |
| 151                   | Tim Merlier (BEL)        | 102è                  |
| 152                   | Ayco Bastiaens (BEL)     | 93è                   |
| 153                   | Jan Hirt (CZE)           | 28è                   |
| 154                   | Bert Van Lerberghe (BEL) | 103è                  |
| 155                   | Ilan Van Wilder (BEL)    | 4t                    |
| 156                   | Mauri Vansevenant (BEL)  | 18è                   |
| 157                   | Jordi Warlop (BEL)       | 104è                  |

| Team dsm-firmenich PostNL DFP | Team dsm-firmenich PostNL DFP | Team dsm-firmenich PostNL DFP |
| ----------------------------- | ----------------------------- | ----------------------------- |
| Núm                           | Ciclista                      | Pos                           |
| 161                           | Fabio Jakobsen (NED)          | 128è                          |
| 162                           | Tobias Lund Andresen (DEN)    | 77è                           |
| 163                           | Alexander Edmondson (AUS)     | 92è                           |
| 164                           | Enzo Leijnse (NED)            | 81è                           |
| 165                           | Max Poole (GBR)               | 7è                            |
| 166                           | Timo Roosen (NED)             | 73è                           |
| 167                           | Julius van den Berg (NED)     | 126è                          |

| Team Jayco AlUla JAY | Team Jayco AlUla JAY    | Team Jayco AlUla JAY |
| -------------------- | ----------------------- | -------------------- |
| Núm                  | Ciclista                | Pos                  |
| 171                  | Dylan Groenewegen (NED) | 107è                 |
| 172                  | Edward Dunbar (IRL)     | NP-2                 |
| 173                  | Jan Maas (NED)          | 49è                  |
| 174                  | Luka Mezgec (SLO)       | 78è                  |
| 175                  | Kelland O'Brien (AUS)   | 64è                  |
| 176                  | David Peña (COL)        | 23è                  |
| 177                  | Elmar Reinders (NED)    | 83è                  |

| Team Visma \| Lease a Bike TVL | Team Visma \| Lease a Bike TVL     | Team Visma \| Lease a Bike TVL |
| ------------------------------ | ---------------------------------- | ------------------------------ |
| Núm                            | Ciclista                           | Pos                            |
| 181                            | Olav Kooij (NED)                   | 74è                            |
| 182                            | Bart Lemmen (NED)                  | 10è                            |
| 183                            | Attila Valter (HUN) (ruta i crono) | 5è                             |
| 184                            | Loe van Belle (NED)                | 53è                            |
| 185                            | Tosh Van der Sande (BEL)           | 66è                            |
| 186                            | Mick van Dijke (NED)               | 54è                            |
| 187                            | Tim Van Dijke (NED)                | 62è                            |

| Tudor Pro Cycling Team TUD | Tudor Pro Cycling Team TUD     | Tudor Pro Cycling Team TUD |
| -------------------------- | ------------------------------ | -------------------------- |
| Núm                        | Ciclista                       | Pos                        |
| 191                        | Arvid de Kleijn (NED)          | 116è                       |
| 192                        | Nils Brun (SUI)                | 58è                        |
| 193                        | Sebastian Kolze Changizi (DEN) | 95è                        |
| 194                        | Rick Pluimers (NED)            | 88è                        |
| 195                        | Michael Storer (AUS)           | 6è                         |
| 196                        | Florian Stork (GER)            | 75è                        |
| 197                        | Maikel Zijlaard (NED)          | 119è                       |